# Oligosoma northlandi
Espèce
Synonymes
- Cyclodina northlandi Worthy, 1991

Oligosoma northlandi est une espèce éteinte de sauriens de la famille des Scincidae.

## Répartition
Cette espèce était endémique de la région du Northland dans l'île du Nord en Nouvelle-Zélande.

## Étymologie
Cette espèce est nommée en référence au lieu de sa découverte : la région du Northland.

## Publication originale
- Worthy, 1991 : Fossil skink bones from Northland, New Zealand, and description of a new species of Cyclodina, Scincidae. Journal of the Royal Society of New Zealand, vol. 21, p. 329-348.